# Manuel Ocampo (bailarín)
Manuel Ocampo (Guatemala, 1 de noviembre de 1931 - Guatemala, 16 de diciembre de 2009) fue un bailarín, maestro de ballet y coreógrafo guatemalteco.

## Biografía
Cursó la escuela secundaria ―de cuatro años, entre 1945 y 1948― en la Escuela de Ciencias Comerciales (en la ciudad de Guatemala). Durante esos años el presidente Juan José Arévalo (1904-1990) ―que gobernó Guatemala entre 1945 y 1951― generó un gran desarrollo en la cultura de ese país. El Ministerio de Educación hizo una convocatoria en los periódicos para jóvenes interesados en aprender la técnica de la danza clásica y bajo la dirección de Kiril Pikieris se inició el trabajo formal del «Ballet Nacional».
En una entrevista, el maestro Manuel Ocampo afirmó que descubrió la danza mientras estaba en sexto primaria, motivado por las convocatorias en los periódicos:

El maestro Kiril Pikieris, él fue el que me enseñó a bailar, entonces allí me nace a mí ser bailarín, pero yo no sabía qué quería decir «ballet», nunca lo había sabido. Fui con mi familia, a preguntarle a Natalí, le dije que me habían escogido para bailar, pero que no sabía qué quería decir «ballet». A mi madre le dije: «Me escogieron para bailar “ballet”», y ―por respeto a la cámara y al micrófono― no diré lo que me contestó. Yo le respondí: «¡Yo tampoco sé qué mierda es!». Entonces afortunadamente allí nace Manuel Ocampo como bailarín.
Entrevista al maestro Manuel Ocampo, 3 de febrero de 2009

Ingresó en el Ballet Guatemala desde que este se fundó, en 1949.
En 1954, por ser Manuel Ocampo el mejor bailarín del Ballet Guatemala, el Gobierno democrático de Jacobo Árbenz (1913-1971) ―que gobernó entre 1951 y 1954― le otorgó una beca de cuatro años (1954-1958) para profesionalizarse en danza en el Metropolitan Opera House de Nueva York (Estados Unidos).
Sin embargo, el Gobierno de Estados Unidos derrocó el gobierno democrático de Jacobo Árbenz el 27 de junio de 1954. Entonces el Ballet Guatemala fue suprimido porque el Gobierno títere (autodenominado «Junta Liberacionista») acusó a sus directores soviéticos ―el bailarín Leonid Kachurovski, quien también estuvo a cargo de la Escuela Nacional de Danza de Guatemala, su esposa Marie Chernova y la profesora belga Marcelle Bonge― de ser «comunistas» y de ser los que le traducían al presidente Árbenz todo lo que llegaba a Guatemala desde la Unión Soviética. El 16 de agosto de 1954 les cancelaron los contratos. Manuel Ocampo perdió la beca tras unos pocos meses porque los estadounidenses lo interrogaron por haber sido discípulo de maestros soviéticos «comunistas».
Inmediatamente tuvo que regresar a Guatemala.
En 1956 ingresó en el Instituto de Bellas Artes del Ministerio de Educación, donde estudió danza y otras disciplinas artísticas durante cuatro años. En 1959 obtuvo el título de «maestro de arte, especializado en danza».
Al año siguiente (1960) fue invitado a visitar la isla de Cuba ―donde desde enero de 1959 la Revolución cubana estaba dando un gran impulso a la cultura―. Entre 1960 y 1961 formó parte del Ballet Nacional de Cuba (en La Habana).
En 1964 y 1965 estudió danza en el Ballet Concierto (de la Ciudad de México).

## Carrera profesional
Desde 1949 y hasta 1976 fue considerado el primer bailarín del Ballet Guatemala.
En la década de 1960 y principios de 1970 formó parte de la llamada «edad de oro» del ballet en Guatemala, como pareja de la primera bailarina Christa Mertins.
En 1968 fundó el Ballet Universitario de Panamá, del que fue director hasta el año siguiente (1969).
Entre 1976 y 1992 fue director de la Escuela Nacional de Danza «Marcelle Bonge de Devaux» (en la ciudad de Guatemala).
Entre 1965 y 1985 fue el bailarín estrella del Ballet Nacional de Guatemala. Como parte del Ballet Guatemala realizó giras como bailarín estrella por los países de Centroamérica y de Sudamérica, Alemania, España, Estados Unidos, Francia y México.
Entre 1995 y 2005 ejerció además como maestro y coreógrafo invitado del Ballet Guatemala, realizando el montaje de los ballets Don Quijote, Romeo y Julieta y La bayadera, entre otros.
En 1997, gracias a la gestión de la licenciada Ana María Pedroni, el maestro Ocampo fundó la Escuela de Danza de la USAC (Universidad de San Carlos, en la ciudad de Guatemala), de la que es director y coreógrafo hasta la fecha.
Ese mismo año (1997), Ocampo creó el Grupo de Danza de la USAC, para niñas, niños y mayores.
Como director del Grupo de Danza USAC, capacitó a bailarinas y bailarines, con los que ha montado coreografías en estilo clásico:
Pescadores, mascaradas, nubes y fiestas,
Giselle
El lago de los cisnes (en 4 actos),
Don Quijote (en 3 actos),
Romeo y Julieta (en 3 actos),
La bayadera (en 3 actos),
El corsario (en 3 actos),
Cuadros,
Mascarada,
Las sílfides,
Sansón y Dalila,
Aguas primaverales
y muchas otras.
También ha creado coreografías propias en estilo neoclásico, como
Búsqueda,
Canto de amor
Concierto para una voz,
el segundo acto de El lago de los cisnes,
la suite del Bolero de Ravel,
Tríptico,
Aventura en África,
Pascual Abaj,
Venados,
Raíces,
Acarreadoras de agua,
El Sol y la Luna,
Vendedores de feria,
Mengalas de Amatitlán,
Ángeles de Chinautla,
Los siete diablos,
El rey quiché y
El ferrocarril de los altos.
Recuerda especialmente el ballet-drama La conquista de Manuel José Arce (1935-1985) y Matilde Montoya, que fue montado en la Santa Cruz. La pieza integraba danza, teatro, música y coro. En esa oportunidad, Ocampo interpretó como bailarín el personaje del cacique Tecún Umán, mientras el maestro Herbert Meneses interpretó al conquistador español Pedro de Alvarado. En esa época, la facultad de Bellas Artes organizaba Festivales de Arte y Cultura que han dejado de existir.
Sus alumnos se incorporan como bailarines en el Ballet Guatemala, en el Ballet Moderno y Folclórico, en el Ballet del INGUAT y en la Dirección de la Escuela de Danza del Centro Cultural Metropolitano.
Con el Grupo de Danza USAC ha realizado presentaciones en varias salas del campus universitario, como
Arquitectura, Ciencias de la Comunicación, Plaza de los Mártires, Iglú, y el Salón Mayor del Centro Cultural Universitario.
También se presentaron en varios departamentos y municipios de Guatemala, como
Salamá,
San Marcos,
Quetzaltenango,
Huehuetenango,
San Juan Sacatepéquez,
Lívingston,
Antigua Guatemala,
Puerto Barrios,
Cobán,
Escuintla,
Amatitlán,
Villa Nueva,
Santa Rosa de Lima,
San José Pinula, y
en Quintana Roo (México),
Managua (Nicaragua),
San José (Costa Rica) y
Tegucigalpa (Honduras).
En 2008 agrandó el Grupo de Danza USAC y amplió el repertorio coreográfico para cubrir las invitaciones internacionales.
Contaba con el apoyo del maestro Fernando Navichoque.
A principios de 2009 montó en el Ballet Guatemala su coreografía para La bayadera, en la que participaron bailarines rusos del Bolshoi.

### Fallecimiento
El maestro Manuel Ocampo falleció en la ciudad de Guatemala el 16 de diciembre de 2009 a los 78 años a raíz de un cáncer que padecía desde hacía varios años.
Fue velado en Capillas Señoriales (de la Zona 9). A mediodía del 17 de diciembre se realizó una misa de cuerpo presente en la iglesia Santa Teresa (en 4.ª calle y 8.ª avenida, en Zona 1). Después, se le rindió homenaje en el Conservatorio Nacional de Danza y finalmente en el Centro Cultural Universitario. Fue sepultado en el cementerio Las Flores.

## Premios
- Orden Nacional de Danza, otorgado por el Ministerio de Cultura.
- Premio de la Universidad Popular
- Diploma extendido por el Comité de Madres de Familia,